# Verwaltungsgemeinschaft Altenberg
Die Verwaltungsgemeinschaft Altenberg ist eine Verwaltungsgemeinschaft im Freistaat Sachsen im Landkreis Sächsische Schweiz-Osterzgebirge. 

## Geographie
Sie liegt im Süden des Landkreises, zirka 20 km südlich der Stadt Dippoldiswalde und zirka 50 km südlich der Landeshauptstadt Dresden. Das Gemeinschaftsgebiet liegt im Osterzgebirge, dessen höchster Punkt sich mit dem Kahleberg (905 m über NN) auf dem Gemeindegebiet befindet. Im Gemeinschaftsgebiet entspringen die Gimmlitz, Weißeritz und die Müglitz. Durch das Gemeinschaftsgebiet verläuft die Bundesstraße 170, die bei Zinnwald-Georgenfeld die Grenze zu Tschechien überquert. Die Gegend wurde jahrhundertelang durch den Bergbau geprägt, welcher aber im Jahr 1991 aus wirtschaftlichen Gründen eingestellt wurde. So erfolgte eine noch stärkere Konzentration auf den Fremdenverkehr und das Erholungs- und Kurwesen. Die Stadt Altenberg ist, neben Geising, das touristische und auch wintersportliche Zentrum im Osterzgebirge.

## Geschichte
Die Verwaltungsgemeinschaft wurde am 1. Januar 1999 mit den Mitgliedsgemeinden Altenberg und Hermsdorf gegründet. Zum 1. September 1999 kam die Stadt Bärenstein dazu, die durch die Eingemeindung nach Altenberg zum 1. Januar 2004 wieder aus der Verwaltungsgemeinschaft ausschied.

## Derzeitige Mitgliedsgemeinden
Die Verwaltungsgemeinschaft setzt sich aus zwei Städten und Gemeinden zusammen:
- Stadt Altenberg mit den Ortsteilen Bärenfels, Bärenstein, Falkenhain, Fürstenau, Fürstenwalde, Geising, Gottgetreu, Hirschsprung, Kipsdorf, Kratzhammer, Lauenstein, Liebenau, Müglitz, Oberbärenburg, Rehefeld-Zaunhaus, Rudolphsdorf, Schellerhau, Waldbärenburg, Waldidylle und Zinnwald-Georgenfeld
- Gemeinde Hermsdorf/Erzgeb. mit den Ortsteilen Seyde und Neuhermsdorf